# Primaires présidentielles du Parti républicain américain de 1912
 (mars 2020).
Si vous disposez d'ouvrages ou d'articles de référence ou si vous connaissez des sites web de qualité traitant du thème abordé ici, merci de compléter l'article en donnant les références utiles à sa vérifiabilité et en les liant à la section « Notes et références ».
Les primaires présidentielles du Parti républicain américain de 1912 sont des élections internes au parti républicain ayant désignées Théodore Roosevelt comme candidat à l'élection présidentielle américaine de 1912.